# Брда (Поморське воєводство)
Брда (пол. Brda, нім. Braadorf) — село в Польщі, у гміні Черськ Хойницького повіту Поморського воєводства.
У 1975-1998 роках село належало до Бидгощського воєводства.